# Плотничья слобода

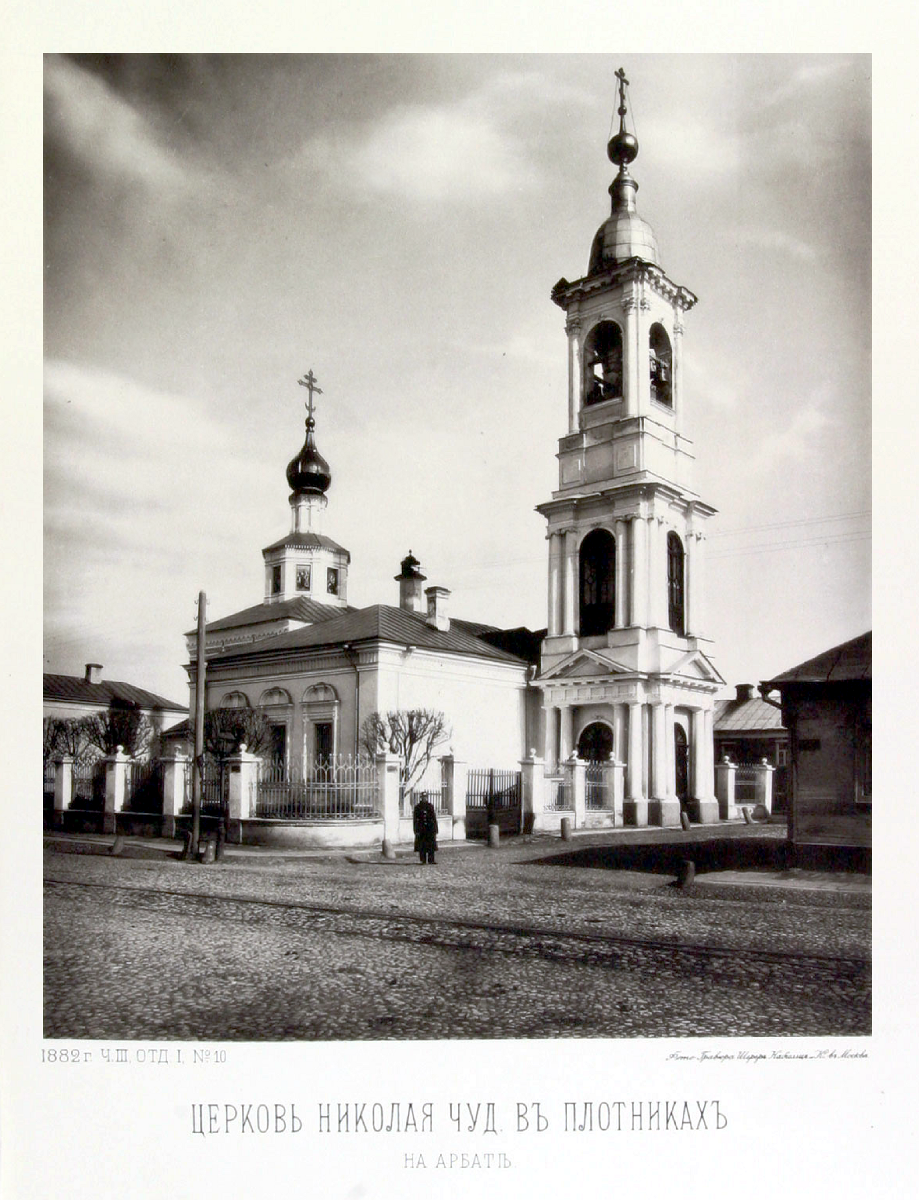
Церковь Николы в Плотниках

Пло́тничья слобода́ — одна из московских слобод. Существовала в XVII—XVIII вв..
Согласно преданию, для восстановления Москвы после Смутного времени царь Михаил Фёдорович собрал плотников из разных российских городов и поселил их на Арбате, в новосозданной Плотничьей слободе. Её центром был храм Николая Чудотворца, «что в Плотниках». Первое упоминание о нём датируется 1625 годом. В конце XVII столетия он был перестроен в камне. Согласно сохранившимся документам, в 1632 году в слободе было 58 домов.
Профессия плотников была довольно востребованной в Москве. Этому способствовали как необходимость отстраивать город заново после пожаров, так и то, что москвичи в подавляющем большинстве проживали в деревянных домах и регулярно нуждались в плотничьих услугах. Как правило, столичные плотники трудились на заказ. При этом царь и бояре в случае необходимости в крупных строительных работах предпочитали обращаться не к мастерам из Плотничьей слободы, а к плотникам-поморам, чьи услуги стоили существенно дешевле.
По данным 1638 года, в Москве трудились 124 плотника.